# Angélique Arvanitaki
Angélique Arvanitaki o Arvanitakis (El Cairo, 11 de julio de 1901-Marsella, 6 de octubre de 1983) fue una neurofisióloga francesa que investigó en la actividad eléctrica de las neuronas que utilizan las fibras de nervio grandes de varios moluscos diferentes.

## Biografía
Angélique era de origen griego y nació en El Cairo en 1901. Se casó con Nick Chalazonitis, un colega también neurofisiólogo; ambos exploraron la metodología de la actividad electrofisiológica del sistema nervioso de la liebre de mar genus Aplysia.

## Estudios
Contribuyó al campo de la neurofisiología investigando cómo exploran las fibras gigantes nerviosas en géneros de gastrópodos, la liebre de mar Aplysia y el caracol de tierra Helix. Desarrolló el concepto de preparación de ganglio de nervios identificables grandes. También descubrió que las oscilaciones regulares eléctricas periódicamente podría crecer en medida hasta una serie de potenciales de acción se despedían a lo largo de fibras de nervio aislado de la jibia, genus Sepia. Otra contribución suya fue la manifestación que un circuito neuronal no era requerido por un nervio solo para producir actividad rítmica y espontánea. También, descubrió que cuándo dos fibras nerviosas están cercanas, la actividad de una fibra de nervio sola puede generar actividad en una fibra de nervio cercana.
En 1955, Arvanitaki y Chalazonitis así como Ladislav Tauc crearon los primeros registros intracelulares de neuronas grandes de la liebre de mar de California. Arvanitaki y Chalazonitis' exploraron la fotoexcitabilidad de ciertas neuronas.
Sin embargo, los trabajos de Arvanitaki se veían eclipsados por la obra de Hodgkin y Huxley sobre el gigante axón del calamar.

## Algunas publicaciones
- 1975. “The Friction and Lubrication of Elastomers, en 'Lubricants and Lubrication', Proc. 21st Leeds-Lyon Symposium on Tribology, eds. D. Dowson et al. p. 503. Con B.J. Briscoe, M.J. Adams, S.A. Johnson.

- 1965. Oscillations